# Храм на рассвете
Храм на рассвете (яп. 暁の寺) — роман японского писателя Юкио Мисимы, опубликованный в 1970 году и представляющий собой третью часть тетралогии «Море изобилия».

## Сюжет
Адвокат Хонда посещает Таиланд в свою командировку и встречает молодую девушку, которую считает новой реинкарнацией своего школьного друга. Одиннадцать лет спустя она едет в Японию учиться, и он заводит с ней дружбу в надежде узнать нечто большее. Основные действия повествования происходят в период между 1941 и 1952 годами. В последней главе всё завершается 1967 годом.